# Pycnocycla bashagardiana
Pycnocycla bashagardiana är en flockblommig växtart som beskrevs av Mozaff. Pycnocycla bashagardiana ingår i släktet Pycnocycla och familjen flockblommiga växter. Inga underarter finns listade i Catalogue of Life.